# بهلول (فیلم)
بهلول فیلمی به کارگردانی صادق بهرامی و نویسندگی محمد شب‌پره محصول سال ۱۳۳۶ است.

## خلاصه داستان
در دوران حکومت «هارون الرشید»، «جعفر برمکی» و «فضل بن ربیع» دو مرد قدرتمند حکومت هستند...

## بازیگران
- صادق بهرامی
- فخری خوروش
- رضا رخشانی
- پروانه
- هوشنگ سارنگ
- تقی ظهوری
- مانی
- منصور متین
- احمد قدکچیان
- عباس مصدق
- رحیم روشنیان
- اکبر خواجوی
- سیدجواد ذبیحی
- حسین محسنی